# Andree Anderson
Andree Anderson verh. Jacoby (* 29. März 1936 in Chicago, Illinois) ist eine ehemalige US-amerikanische Eiskunstläuferin, die im Eistanz startete.
Ihr Eistanzpartner war ihr Ehemann Donald Jacoby. Mit ihm gewann sie bei ihrer ersten Weltmeisterschaft 1958 in Paris die Bronzemedaille und bei ihrer zweiten und letzten Weltmeisterschaft 1959 in Colorado Springs die Silbermedaille hinter den Briten Doreen Denny und Courtney Jones. Danach wechselte das Paar zu den Profis und tourte mit einer Eisrevue.

## Ergebnisse

### Eistanz
(mit Donald Jacoby)
| Wettbewerb / Jahr                | 1957 | 1958 | 1959 |
| -------------------------------- | ---- | ---- | ---- |
| Weltmeisterschaften              |      | 3.   | 2.   |
| US-amerikanische Meisterschaften | 2.   | 1.   | 1.   |

| Personendaten    | Personendaten                                                             |
| ---------------- | ------------------------------------------------------------------------- |
| NAME             | Anderson, Andree                                                          |
| ALTERNATIVNAMEN  | Anderson-Jacoby, Andree; Jacoby, Andree; Anderson, Andrée; Jacoby, Andrée |
| KURZBESCHREIBUNG | US-amerikanische Eiskunstläuferin                                         |
| GEBURTSDATUM     | 29. März 1936                                                             |
| GEBURTSORT       | Chicago, Illinois                                                         |